# Mullita
La mullita o porcelainita es un mineral de la clase de los nesosilicatos. Fue descubierta en 1924 en la isla de Mull de la región de Argyll, en Escocia (Reino Unido), siendo nombrada así por el nombre de esta isla.

## Características químicas
Es un silicato de aluminio del tipo nesosilicato, anhidro. Puede presentarse en dos formas estequiométricas: 3(Al2O3) 2(SiO2), o 2(Al2O3) SiO2. Además de los elementos de su fórmula, suele llevar como impurezas: titanio, hierro, sodio y potasio.

## Formación y yacimientos
Se forma en general a partir de una refundición de arcillas de edad terciaria.Se ha encontrado en inclusiones arcillosas fundidas en rocas eruptivas terciarias (Isla de Mull, Escocia); como inclusiones microscópicas en sillimanita en inclusiones pelíticas en una tonalita (Val Sissone, Italia), en un conjunto complejo de rocas similares al esmeril (Sithean Sluaigh, Escocia). Suele encontrarse asociado a otros minerales como: corindón, sillimanita, cianita, magnetita, espinela, pseudobrookita, sanidina o cordierita. 

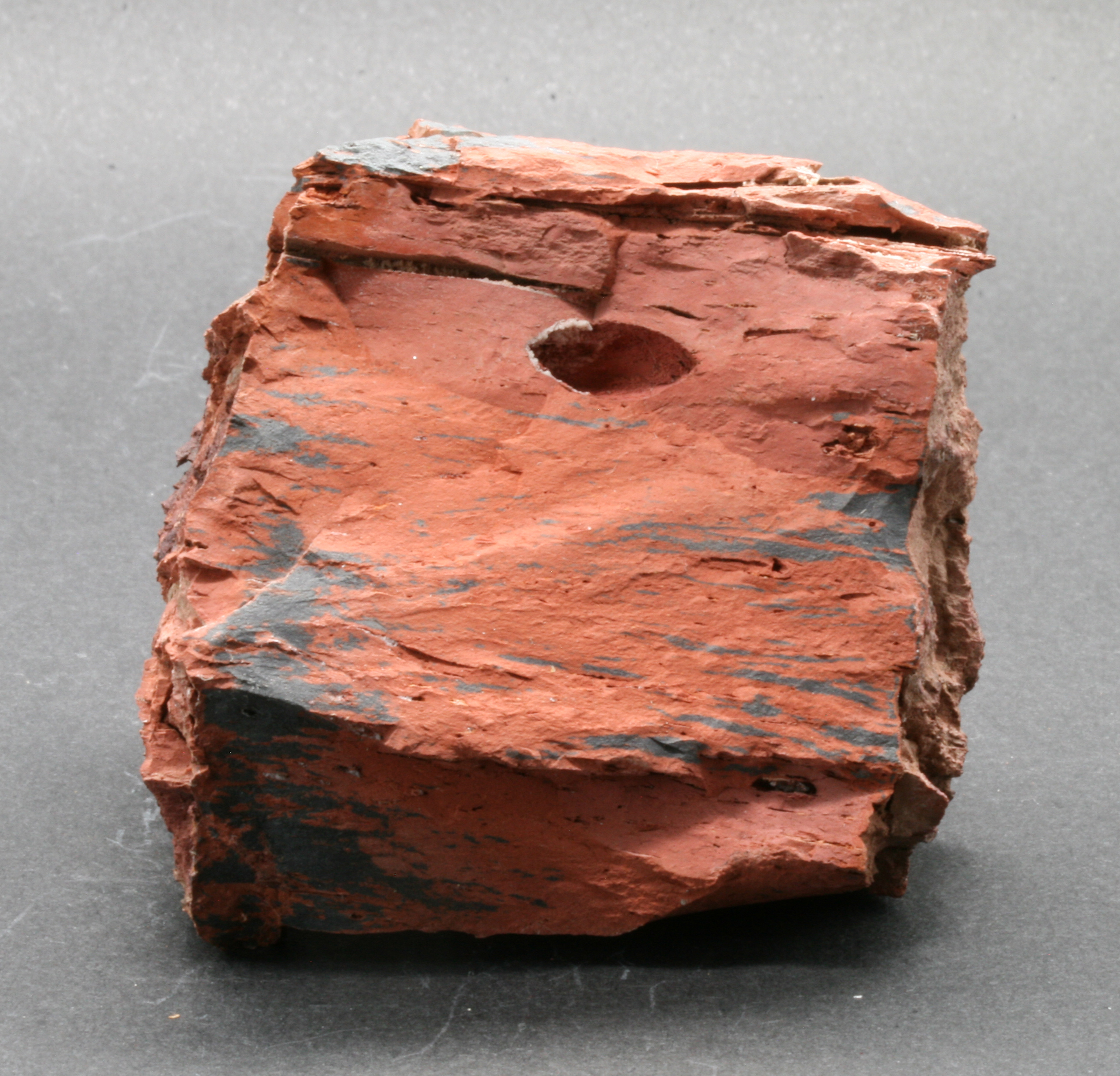
Mullita. Utrillas (Teruel)

Se encuentra también en arcillas sometidas a pirometamorfismo por la combustión espontánea de capas subterráneas de lignitos. Un yacimiento de este tipo se encuentra en Utrillas (Teruel, España). El material aflorante, con aspecto de ladrillo, es mullita casi pura.

## Usos
La mullita es usada en la fabricación de cerámica, en la que aparece como cristales en forma de aguja que mejoran las propiedades de la cerámica, su forma sintética es considerada una cerámica que resiste altas temperaturas, lo que se denomina material refractario.